# Fausta Elorz y Olías
Fausta Elorz y Olías (Madrid, siglo XIX-15 de agosto de 1906) fue una aristócrata y filántropa española que al morir dejó toda su fortuna para el fomento de obras de caridad. Aunque su voluntad fue que se construyera una residencia de ancianas dirigida por la orden religiosa Hijas de la Caridad, al estallar la guerra civil española el edificio se convirtió en una cárcel de mujeres.

## Trayectoria
Los herederos de Elorz crearon una fundación benéfica con su nombre, clasificada como tal por Real Decreto de 16 de diciembre de 1914, mediante la que se gestionaron diversas obras de caridad. Por un lado, se edificó en Falces (Navarra), de donde era su familia, el Asilo para Pobres Fundación de Doña Fausta Elorz Olías. Por otro, en la calle Conde de Peñalver de Madrid, se construyó la Residencia para Mayores Fausta Elorz de estilo neomudéjar. Ambas instituciones son de titularidad privada y en su fundación, para acceder a la ayuda que ofrecían, era necesario acreditar la condición de «pobre de solemnidad», un concepto de la segunda mitad del siglo XIX con el que designaba a quien carecía de medios económicos de ninguna clase.
El edificio del asilo en Madrid fue construido en la segunda década del siglo XX por el arquitecto Daniel Zabala Álvarez. Durante la Guerra Civil fue cárcel de checas, denominada popularmente como Cárcel de Torrijos. Y, después de la finalización del conflicto, en 1939 el edificio fue convertido en prisión para hombres, teniendo prisioneros tan célebres como el poeta Miguel Hernández o el dramaturgo Buero Vallejo. Posteriormente, se devolvió al edificio su carácter inicial.

## Reconocimientos
En el distrito de Usera, el Ayuntamiento de Madrid le dedicó una calle en su honor.